# Jack Cassidy
Jack Cassidy (născut John Joseph Edward Cassidy: n. 5 martie 1927, New York City, New York, SUA – d. 12 decembrie 1976, Hollywood, California, SUA) a fost un actor american de film.

## Viața personală

### Căsătorii și copii

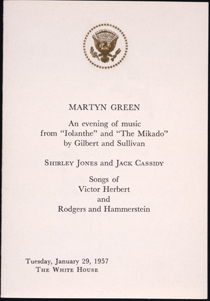
Un program cu Cassidy și Jones la Casa Albă în 1957

Cassidy a fost căsătorit de două ori. S-a căsătorit pentru prima oară în 1948 cu actrița Evelyn Ward; au avut împreună un fiu, David (1950–2017), care a devenit mai târziu un idol al adolescenților. Au divorțat în 1956, iar, în același an, Cassidy s-a căsătorit cu cântăreața și actrița Shirley Jones. Jack Cassidy și Shirley Jones au avut împreună trei fii: Shaun (1958), Patrick (1962) și Ryan. Fiul cel mare al lui Cassidy, David, a jucat mai târziu alături de mama sa vitregă în sitcomul muzical The Partridge Family. Fiul Shaun a devenit, de asemenea, un idol al adolescenților la sfârșitul anilor 1970, jucând în serialul The Hardy Boys și fiind producătorul a patru discuri din top-40. Shirley Jones și Jack Cassidy au divorțat în 1975.
Jack Cassidy are 12 nepoți: Katie și Beau de la fiul David; Caitlin, Jake, Juliet, Caleb, Roan, Lila și Mairin de la fiul Shaun; Cole și Jack de la fiul Patrick; Meghan Mae de la fiul Ryan. Nepotul său, Jack, a fost un concurent la concursul muzical de televiziune The Voice în 2017.

### Sexualitate
David Cassidy a spus că tatăl său era bisexual, menționând relatări personale și rapoarte, atât anecdotice, cât și publicate, despre aventurile amoroase ale actorului cu persoane de același sex, aspect pe care atât el, cât și frații săi l-au aflat abia după moartea tatălui lor. În memoriile sale, publicate în anul 2013, Shirley Jones a scris că Jack Cassidy a avut mai multe relații amoroase cu persoane de același sex, inclusiv una cu compozitorul Cole Porter.

## Moartea
În ziua de 11 decembrie 1976, Cassidy a invitat-o pe fosta sa soție, Shirley Jones, la apartamentul său din West Hollywood, California, pentru a bea ceva împreună, dar ea a refuzat.
În zorii zilei de 12 decembrie 1976, Cassidy și-a aprins o țigară și a adormit pe canapeaua Naugahyde. Ațipit, a scăpat țigara, care a căzut pe canapea și a aprins-o. Flăcările s-au extins rapid în apartament și s-au răspândit apoi în restul clădirii. La ora 6:15, incendiul a fost descoperit de ajutorul de șerif John DiMatteo, care i-a evacuat pe locatarii clădirii și a pătruns în apartamentul lui Cassidy. Un cadavru carbonizat a fost găsit lângă ușa din față a apartamentului printre cenușă și a fost identificat ulterior ca fiind al lui Cassidy după fișa stomatologică a actorului și un inel cu sigiliu pe care îl purta, care conținea emblema familiei Cassidy. Rămășițele sale pământești au fost incinerate și împrăștiate în Oceanul Pacific.

## Filmografie

### Filme de cinema
| An   | Titlu                                 | Rol                  | Observații    |
| ---- | ------------------------------------- | -------------------- | ------------- |
| 1961 | Look in Any Window                    | Gareth Lowell        |               |
| 1962 | The Chapman Report                    | Ted Dyson            |               |
| 1970 | The Cockeyed Cowboys of Calico County | Roger Hand           |               |
| 1971 | Bunny O'Hare                          | Locotenentul Greeley |               |
| 1975 | The Eiger Sanction                    | Miles Mellough       |               |
| 1976 | W. C. Fields and Me                   | John Barrymore       |               |
| 1977 | The Private Files of J. Edgar Hoover  | Damon Runyon         | Lansat postum |

### Filme de televiziune
| An      | Titlu                                  | Rol                        | Observații                                                   |
| ------- | -------------------------------------- | -------------------------- | ------------------------------------------------------------ |
| 1957    | The United States Steel Hour           | Interpret                  | Episod: Shadow of Evil                                       |
| 1957    | Lux Video Theatre                      | Denis/dr. Steele           | 2 episoade                                                   |
| 1958    | Richard Diamond, Private Detective     | Danny Fortune              | Episod: The Percentage Takers                                |
| 1958    | Gunsmoke                               | Marcus France              | Episod: The Gentleman                                        |
| 1960    | The Chevy Mystery Show                 | David Townsend             | Episod: Femme Fatale                                         |
| 1961    | Hawaiian Eye                           | Maurice Clifford           | Episod: Concert in Hawaii                                    |
| 1961    | Maverick                               | Roger Cushman              | Episod: The Art Lovers                                       |
| 1961    | Alfred Hitchcock Presents              | Mark Lansing               | Sezonul 6 Episodul 29: „The Pearl Necklace”                  |
| 1961    | General Electric Theater               | Alan Richards              | Episod: Sis Bowls 'Em Over                                   |
| 1961    | Lock-Up                                | Vincent Gibson             | Episod: Two Wrongs                                           |
| 1961    | Wagon Train                            | Dan Palmer                 | Episod: The Nancy Palmer Story                               |
| 1962    | Surfside 6                             | Val Morton                 | Episod: Who is Sylvia?                                       |
| 1962    | The Everglades                         | Ron Fairburn               | Episod: Black Honeymoon                                      |
| 1962    | FBI Code 98                            | Walter Macklin             | Episod: Television Movie                                     |
| 1962    | 77 Sunset Strip                        | Dick Arnador               | Episod: The Bridal Trail Caper                               |
| 1961–62 | Bronco                                 | Edward Miller              | 2 episoade                                                   |
| 1962    | The Dick Powell Show                   | Roth                       | Episod: The Big Day                                          |
| 1962    | Mister Magoo's Christmas Carol         | Bob Cratchit (voce)        | Film TV                                                      |
| 1962    | Hennesey                               | Capelanul                  | Episod: I Thee Wed                                           |
| 1963    | The Wide Country                       | Jerry Manning              | Episod: The Judas Ghost                                      |
| 1964    | Mr. Broadway                           | Allan                      | Episod: The He-She Chemistry                                 |
| 1964    | Famous Adventures of Mr. Magoo         | voce                       | Film TV                                                      |
| 1965    | The Lucy Show                          | Prof. Zoorkin              | Episod: Lucy and the Undercover Agent                        |
| 1965    | The Alfred Hitchcock Hour              | Arthur Mannix              | Sezonul 3 Episodul 21: „The Photographer and the Undertaker” |
| 1967–68 | He & She                               | Oscar North                | 26 de episoade                                               |
| 1967    | Coronet Blue                           | Spangler                   | Episod: A Charade for Murder                                 |
| 1967    | The Girl from U.N.C.L.E.               | Rock Mussin                | Episod: The Carpathian Caper Affair                          |
| 1967    | I Spy                                  | Nick Fleming               | Episod: The Trouble with Temple                              |
| 1968    | ‘’Mouse on the Mayflower’’             | John Alden, voce           | Rankin-Bass animated holiday TV special                      |
| 1968    | Get Smart                              | Dl. Bob                    | Episod: The Return of the Ancient Mariner                    |
| 1968–70 | Bewitched                              | diverse roluri             | 2 episoade                                                   |
| 1969    | That Girl                              | Marty Hines                | Episoade: She didn't have the Vegas notion parts 1 & 2       |
| 1970    | The Governor & J.J.                    | Mark Ellison               | Episod: The Making of the Governor                           |
| 1970    | Matt Lincoln                           | Doug Conway                | Episod: Nina                                                 |
| 1970    | George M!                              | Jeremiah „Jerry” Cohan     | Film TV                                                      |
| 1970    | The Andersonville Trial                | Otis Baker                 | Film TV                                                      |
| 1970–72 | Love, American Style                   | Interpret                  | 3 episoade                                                   |
| 1971    | Sarge                                  | John Michael O'Flaherty    | Episod: The Eleven O'Clock War                               |
| 1971    | Bonanza                                | Kevin O'Casey              | Episod: Cassie                                               |
| 1971    | The Mary Tyler Moore Show              | Hal Baxter                 | Episod: Cover Boy                                            |
| 1971    | Alias Smith and Jones                  | Harry Wagener              | Episod: How to Rob a Bank in One Hard Lesson                 |
| 1971    | Columbo                                | Ken Franklin               | Episod: Murder by the Book                                   |
| 1971    | The Powder Room                        | Interpret                  | Film TV                                                      |
| 1971    | Night Gallery                          | Marius Davis               | Segment: The Last Laurel                                     |
| 1971    | The Mod Squad                          | Perry Lerriko              | Episod: Kicks Incorporated                                   |
| 1972    | Mission: Impossible                    | Orin Kerr                  | Episod: Casino                                               |
| 1972    | Your Money or Your Wife                | Josh Darwin, producător TV | Film TV                                                      |
| 1972    | Banyon                                 | Grey Gloves                | Episod: Dead End                                             |
| 1973    | Orson Welles Great Mysteries           | Pennington                 | Episod: For Sale - Silence                                   |
| 1973    | Barnaby Jones                          | Craig Woodridge            | Episod: Murder in the Doll's House                           |
| 1973    | A Time for Love                        | Tom Pierson                | Film TV                                                      |
| 1974    | Fools, Female and Fun                  | Danny Holliday             | Film TV                                                      |
| 1974    | The Phantom of Hollywood               | Otto Vonner/Karl Vonner    | Film TV                                                      |
| 1974    | Great Performances                     | Paul Sears                 | Episod: June Moon                                            |
| 1974    | Columbo                                | Riley Greenleaf            | Episode: Publish or Perish                                   |
| 1974    | Cannon                                 | generalul James O'Hara     | Episod: Photo Finish                                         |
| 1975    | Hawaii Five-O                          | Orrin Morwood              | Episod: How to Steal a Submarine                             |
| 1975    | Matt Helm                              | Buckman                    | Episod: Murder on Ice                                        |
| 1975    | Knuckle                                | Patrick Delafield          | Film TV                                                      |
| 1975    | Death Among Friends                    | Chico Donovan              | Film TV                                                      |
| 1976    | Columbo                                | „Marele Santini”           | Episod: Now You See Him...                                   |
| 1977    | McCloud                                | lordul Charles Bridges     | Episod: London Bridges; lansare postumă                      |
| 1977    | Benny and Barney: Las Vegas Undercover | Jules Rosen                | Film TV; lansare postumă                                     |
| 1977    | The Feather and Father Gang            | Bishop                     | Episod: The Judas Bug; lansare postumă                       |

## Legături externe
- Jack Cassidy la Internet Movie Database